# Gramowid

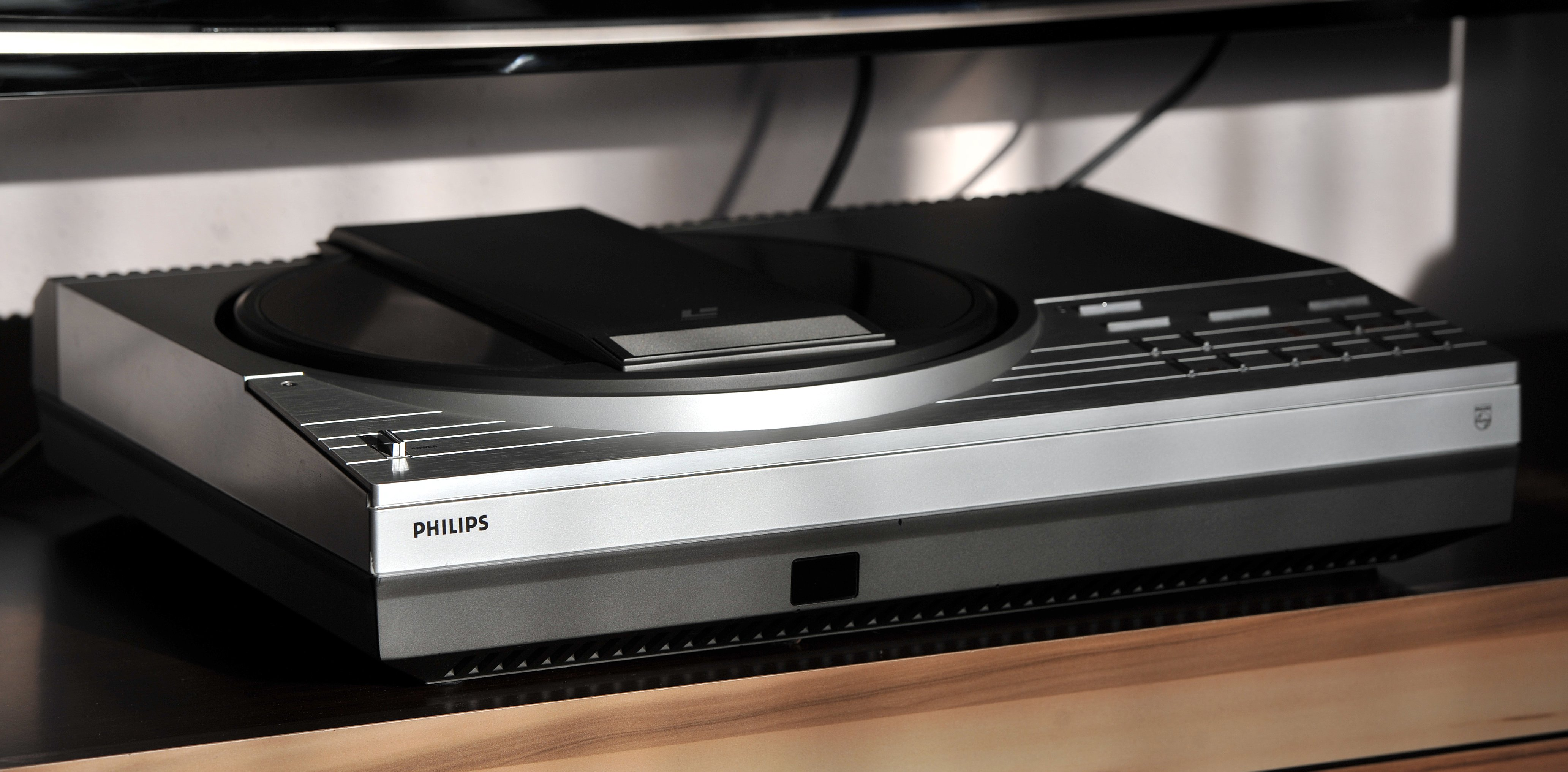
Gramowid

Gramowid (gr.-łac.), dyskowid – urządzenie do odtwarzania (za pośrednictwem odbiornika telewizyjnego lub monitora ekranowego) ruchomego barwnego obrazu i towarzyszącego mu dźwięku z płyt gramowidowych. Analogowo zapisany obraz jest odczytywany ze specjalnych dysków przypominających CD, jednak znacznie większych. Gramowidy były mało popularne w Polsce. Zostały zastąpione technologią DVD.